# Алаговац
Алаговац (или Алиговац) је вештачко језеро у Републици Српској, БиХ. Налази се око 4 километра северно од Невесиња, у подножју планине Вележ. Ово је највеће језеро у Невесињској долини. Површина језера је око 40 хектара. Град Невесиње се снабдева водом из овога језера. Језеро је богато рибом, посебно шараном, белим амуром и толстолобиком. Језеро Алаговац редовно порибљава Спортско риболовно друштво „Заломка“ из Невесиња које и управља риболовом на језеру.